# 오데사 잭카로프즈
| 오데사 잭카로프즈       |                                                             |
| 콘퍼런스                | 서던 콘퍼런스 (2007년~2010년) 베리 콘퍼런스 (2010년~2011년) |
| 디비전                  | 사우스웨스트 디비전 (2001년~2007년)                         |
| 설립연도                | 1997년 2001년(CHL 가입)                                     |
| 해체연도                | 2011년                                                      |
| 역사                    | 오데사 잭카로프즈 (1997년~2011년)                           |
| 경기장                  | 엑터 카운티 콜리시엄                                        |
| 연고지                  | 텍사스주 오데사                                             |
| 상징색                  | 검정, 빨강                                                  |
| 정규시즌 우승           | 1 (2002)                                                    |
| 콘퍼런스 우승           | 1 (2010)                                                    |
| 디비전 우승             | 3 (2002, 2003, 2006)                                        |
| 레이 미론 프레지던트 컵 | -                                                           |
| 영구 결번               | -                                                           |

오데사 잭카로프즈(Odessa Jackalopes)는 미국 텍사스주 오데사를 연고지로 하는 2001년부터 2011년까지 CHL 소속 아이스 하키팀이 있었다.

## 역대 홈경기장
| 경기장               | 사용기간      | 수용인원 | 장소            | 비고 |
| -------------------- | ------------- | -------- | --------------- | ---- |
| 오데사 잭카로프즈    |               |          |                 |      |
| 엑터 카운티 콜리시엄 | 1997년~2011년 | 5,131명  | 텍사스주 오데사 | 빈칸 |